# Lekkoatletyka na Letnich Igrzyskach Olimpijskich 1992 – sztafeta 4 × 400 m kobiet
Sztafetę 4 × 400 metrów kobiet podczas XXV Letnich Igrzysk Olimpijskich w Barcelonie rozegrano 7 (eliminacje) i 8 sierpnia 1992 (finał) na Estadi Olímpic de Montjuïc. Zwycięzcą została sztafeta Wspólnoty Niepodległych Państw, która biegła w składzie: Jelena Ruzina, Ludmyła Dżyhałowa, Olga Nazarowa i Olha Bryzhina.

## Rekordy
|                   | Reprezentacja | Zawodniczki                                                     | Czas    | Data                     | Miejsce |
| ----------------- | ------------- | --------------------------------------------------------------- | ------- | ------------------------ | ------- |
| Rekord świata     | ZSRR          | Tatjana Ledowska, Olga Nazarowa, Marija Pinigina, Olha Bryzhina | 3:15,17 | 1 października 1988(dts) | Seul    |
| Rekord olimpijski | ZSRR          | Tatjana Ledowska, Olga Nazarowa, Marija Pinigina, Olha Bryzhina | 3:15,17 | 1 października 1988(dts) | Seul    |

## Wyniki
| Poz. - pozycja |
| – rekord świata \| – rekord krajowy \| – rekord życiowy \| = – wyrównany rekord życiowy \| · – najlepszy wynik w sezonie \| = – wyrównany najlepszy wynik w sezonie \| – rekord olimpijski |
| Fn – falstart \| DNF – nie ukończyła \| DNS – nie wystartowała \| DSQ – zdyskwalifikowana                                                                                                  |

### Eliminacje
14 sztafet przystąpiło do biegów eliminacyjnych. Rozegrano dwa biegi. Do finału awansowały po trzy najlepsze sztafety w każdym biegu (Q) oraz dwie z najlepszymi czasami spośród pozostałych (q).

#### Bieg 1
| Poz. | Państwo           | Zawodniczki                                                                 | Rezultat | Uwagi |
| ---- | ----------------- | --------------------------------------------------------------------------- | -------- | ----- |
| 1    | Stany Zjednoczone | Denean Howard-Hill, Jearl Miles, Dannette Young, Natasha Kaiser             | 3:22,29  | Q     |
| 2    | Jamajka           | Catherine Scott, Cathy Rattray-Williams, Claudine Williams, Juliet Campbell | 3:25,55  | Q     |
| 3    | Australia         | Susan Andrews, Renée Poetschka, Cathy Freeman, Michelle Lock                | 3:25,68  | Q     |
| 4    | Kanada            | Rosey Edeh, Karen Clarke, Camille Noel, Charmaine Crooks                    | 3:26,09  | q     |
| 5    | Węgry             | Edit Molnár, Ágnes Kozáry, Éva Barati, Judit Forgács                        | 3:33,81  |       |
| 6    | Tajlandia         | Saleerat Srimek, Sukanya Sang-Nguen, Srirat Chimrak, Noodang Pimpol         | 3:35,48  |       |
| –    | Kuba              | Nancy McLeón, Odalmis Limonta, Julia Duporty, Ana Fidelia Quirot            | DSQ      |       |

#### Bieg 2
| Poz. | Państwo         | Zawodniczki                                                           | Rezultat | Uwagi |
| ---- | --------------- | --------------------------------------------------------------------- | -------- | ----- |
| 1    | WNP             | Marina Szmonina, Ludmyła Dżyhałowa, Jelena Ruzina, Lilija Nurutdinowa | 3:22,91  | Q     |
| 2    | Wielka Brytania | Sandra Douglas, Phylis Smith, Jennifer Stoute, Sally Gunnell          | 3:25,20  | Q     |
| 3    | Niemcy          | Uta Rohländer, Heike Meißner, Linda Kisabaka, Anja Rücker             | 3:26,25  | Q     |
| 4    | Portugalia      | Marta Moreira, Eduarda Coelho, Elsa Amaral, Lucrécia Jardim           | 3:29,38  | q     |
| 5    | Szwajcaria      | Kathrin Lüthi, Regula Scalabrin, Martha Grossenbacher, Helen Burkart  | 3:31,26  |       |
| 6    | Hiszpania       | Esther Lahoz, Cristina Pérez, Gregoria Ferrer, Julia Merino           | 3:31,35  |       |
| 7    | Boliwia         | Jacqueline Solíz, Sandra Antelo, Gloria Burgos, Moré Galetovic        | 3:53,65  |       |

### Finał
| Poz. | Państwo           | Zawodniczki                                                               | Rezultat | Uwagi |
| ---- | ----------------- | ------------------------------------------------------------------------- | -------- | ----- |
| 1    | WNP               | Jelena Ruzina, Ludmyła Dżyhałowa, Olga Nazarowa, Olha Bryzhina            | 3:20,20  |       |
| 2    | Stany Zjednoczone | Natasha Kaiser, Gwen Torrence, Jearl Miles, Rochelle Stevens              | 3:20,92  |       |
| 3    | Wielka Brytania   | Phylis Smith, Sandra Douglas, Jennifer Stoute, Sally Gunnell              | 3:24,23  |       |
| 4    | Kanada            | Rosey Edeh, Charmaine Crooks, Camille Noel, Jillian Richardson-Briscoe    | 3:25,20  |       |
| 5    | Jamajka           | Catherine Scott, Cathy Rattray-Williams, Juliet Campbell, Sandie Richards | 3:25,68  |       |
| 6    | Niemcy            | Uta Rohländer, Heike Meißner, Linda Kisabaka, Anja Rücker                 | 3:26,37  |       |
| 7    | Australia         | Cathy Freeman, Susan Andrews, Renée Poetschka, Michelle Lock              | 3:26,42  |       |
| 8    | Portugalia        | Marta Moreira, Lucrécia Jardim, Elsa Amaral, Eduarda Coelho               | 3:36,85  |       |